# Olszewki
Olszewki (deutsch Olschöwken, 1938 bis 1945 Kornau (Ostpr.)) ist ein Dorf in der polnischen Woiwodschaft Ermland-Masuren. Es gehört zur Gmina Dźwierzuty (Landgemeinde Mensguth) im Powiat   Szczycieński (Kreis Ortelsburg).

## Geographische Lage
Olszewki liebt in der südlichen Mitte der Woiwodschaft Ermland-Masuren, zwölf Kilometer nördlich der Kreisstadt Szczytno (deutsch Ortelsburg).

## Geschichte
Der ursprünglich Olschaw und nach 1785 Olschowken genannte Ort gehörte zu den adligen Gütern die um 1400 von Philipp von Wildenau angelegt worden sind. 1426 gehörte er zu den Besitzungen des Ritters Niclos von Tergowitz. 1438 wurde er als Zinsdorf genannt. Im 17. Jahrhundert war die Familie Lehwaldt in Olschöwken begütert.
Eine bedeutsame Folge der Separation war die Erweiterung der Anbaufläche, als man umfangreiche Ödlandgebiete der Gemarkung geschlossen werden konnten.
1874 wurde Olschöwken in den neu errichteten Amtsbezirk Jablonken (polnisch Jabłonka) integriert, der – 1938 in „Amtsbezirk Wildenau“ umbenannt – bis 1945 bestand und zum ostpreußischen Kreis Ortelsburg gehörte.
Im Jahr 1910 zählte Olschöwken 626 Einwohner, 1933 waren es 621. Aufgrund der Bestimmungen des Versailler Vertrags stimmte die Bevölkerung im Abstimmungsgebiet Allenstein, zu dem Olschöwken gehörte, am 11. Juli 1920 über die weitere staatliche Zugehörigkeit zu Ostpreußen (und damit zu Deutschland) oder den Anschluss an Polen ab. In Olschöwken stimmten 397 Einwohner für den Verbleib bei Ostpreußen, auf Polen entfielen keine Stimmen.
Die Bodenentwässerungsgenossenschaft Mensguth-Kornau sorgte in den 1920er und 1930er Jahren für die Schaffung einer Fläche von 250 Hektar wertvollen Acker- und Wiesenlandes. Den damit verbundenen wirtschaftlichen Aufschwung verband eine lebhafte Bautätigkeit, so dass das Dorf durch zahlreiche Neubauten ein modernes Aussehen erhielt.
Am 3. Juni – amtlich bestätigt am 16. Juli – des Jahres 1938 wurde Olschöwken aus politisch-ideologischen Gründen der Abwehr fremdländisch klingender Ortsnamen in „Kornau (Ostpr.)“ umbenannt. Die Zahl der Einwohner belief sich 1939 auf 574.
Im Jahre 1945 wurde das Dorf in Kriegsfolge innerhalb des gesamten südlichen Ostpreußen an Polen überstellt. Es erhielt die polnische Namensform „Olszewki“. Heute ist es Sitz eines Schulzenamtes (polnisch Sołectwo) und als solches eine Ortschaft im Verbund der Landgemeinde Dźwierzuty (Mensguth) im Powiat Szczycieński (Kreis Ortelsburg), bis 1998 der Woiwodschaft Olsztyn, seither der Woiwodschaft Ermland-Masuren zugehörig.

## Kirche
Olschöwken resp. Kornau war bis 1945 in die evangelische Kirche Theerwisch (polnisch Targowo) in der Kirchenprovinz Ostpreußen der Kirche der Altpreußischen Union sowie in die katholische Kirche Dźwierzuty (Mensguth, Dorf) im damaligen Bistum Ermland eingepfarrt.
Heute gehört Olszewki zur katholischen Pfarrkirche Targowo im jetzigen Erzbistum Ermland, außerdem zur evangelischen Kirche Dźwierzuty, einer Filialkirche der Pfarrei Pasym (Passenheim) in der Diözese Masuren der Evangelisch-Augsburgischen Kirche in Polen.

## Schule
Die Schule in Olschöwken war ein Gründung König Friedrich Wilhelms I. Sie hatte 1939 zwei Klassen. 1934 wurde ein Lehrerwohnhaus neu errichtet.

## Verkehr
Olszewki liegt an einer Nebenstraße, die von Dźwierzuty (Mensguth) nach Jabłonka (Jablonken, 1938 bis 1945 Wildenau) führt und die polnische Landesstraße 57 (ehemalige deutsche Reichsstraße 128) mit der Woiwodschaftsstraße 600 verbindet. Außerdem besteht zwischen Targowo (Theerwisch) und Olszewki eine Straßenverbindung.
Olszewki hat heute keine Anbindung mehr an den Bahnverkehr. Im Jahre 1909 wurde Olschöwken eine Bahnstation an der Bahnstrecke Rothfließ–Ortelsburg. Die Bezeichnung wechselte zwischen 1938 und 1945 in „Kornau (Ostpreußen)“, 1945 bis 1947 in „Olszewka Mazurska“ und ab 1947 in „Olszewki Mazurskie“. Auf der Bahnstrecke wurde 1992 der Personenverkehr und 2002 auch der Güterverkehr eingestellt. Seit 2015 werden die Bahnanlagen demontiert.